# 大相撲平成28年11月場所
大相撲平成28年11月場所（おおずもうへいせい28ねん11がつばしょ）は、2016年11月13日から11月27日まで福岡国際センターで開催された大相撲本場所。
幕内最高優勝は横綱・鶴竜力三郎（14勝1敗・7場所ぶり3回目）。

## 場所前の話題など
- 番付発表は2016年10月31日。
- 先場所初優勝を果たした大関豪栄道が綱とりに挑むとあって、その取組に注目された[1]。
- 先々場所小結で11勝、先場所関脇で10勝で、2場所連続で三役で二桁勝利を挙げている関脇髙安が大関昇進を懸けるとあって、その取組に注目された[1]。
- 休場明けの横綱白鵬は今場所3番勝てば千代の富士・魁皇に次いで史上3人目の通算1000勝を達成するとあって、その取組に注目された[2]。
- 11月10日、NHK福岡放送局との共催で場所前恒例の九州場所前夜祭を開催。第60回福岡本場所という節目の前夜祭であったが、NHKの編成見直しの影響から放送枠の確保が難しく、初日前日の土曜日の午前中に50分間の放送と、前年に比べおよそ3分の2の時間に減らされた（前年は金曜夜に本放送、翌土曜朝に再放送で、いずれも1時間13分の枠を確保していた）。

## 番付・星取表
| 東     | 東      | 東       | 番付   | 西       | 西      | 西       |
| 結果   | 成績    | 力士名   | 番付   | 力士名   | 成績    | 結果     |
| ------ | ------- | -------- | ------ | -------- | ------- | -------- |
|        | 11勝4敗 | 日馬富士 | 横綱   | 鶴竜     | 14勝1敗 | 優勝     |
|        | 11勝4敗 | 白鵬     | 横綱   |          |         |          |
|        | 9勝6敗  | 豪栄道   | 大関   | 稀勢の里 | 12勝3敗 | 優勝次点 |
|        | 5勝10敗 | 琴奨菊   | 大関   | 照ノ富士 | 8勝7敗  |          |
|        | 7勝8敗  | 髙安     | 関脇   | 隠岐の海 | 5勝10敗 |          |
|        | 6勝9敗  | 御嶽海   | 小結   | 玉鷲     | 10勝5敗 | 技能賞   |
|        | 6勝9敗  | 栃煌山   | 前頭1  | 碧山     | 4勝11敗 |          |
|        | 3勝12敗 | 魁聖     | 前頭2  | 嘉風     | 6勝9敗  |          |
|        | 7勝8敗  | 遠藤     | 前頭3  | 正代     | 11勝4敗 | 敢闘賞   |
|        | 6勝9敗  | 琴勇輝   | 前頭4  | 千代の国 | 5勝10敗 |          |
|        | 8勝7敗  | 松鳳山   | 前頭5  | 宝富士   | 9勝6敗  |          |
|        | 4勝11敗 | 錦木     | 前頭6  | 栃ノ心   | 10勝5敗 |          |
|        | 9勝6敗  | 豪風     | 前頭7  | 貴ノ岩   | 6勝9敗  |          |
|        | 3勝12敗 | 佐田の海 | 前頭8  | 勢       | 10勝5敗 |          |
|        | 8勝7敗  | 妙義龍   | 前頭9  | 輝       | 6勝9敗  |          |
|        | 9勝6敗  | 千代翔馬 | 前頭10 | 荒鷲     | 11勝4敗 |          |
|        | 3勝12敗 | 旭秀鵬   | 前頭11 | 北勝富士 | 9勝6敗  |          |
|        | 7勝8敗  | 大翔丸   | 前頭12 | 千代鳳   | 6勝9敗  |          |
|        | 4勝11敗 | 英乃海   | 前頭13 | 逸ノ城   | 7勝8敗  |          |
|        | 9勝6敗  | 蒼国来   | 前頭14 | 千代大龍 | 7勝8敗  |          |
| 敢闘賞 | 10勝5敗 | 石浦     | 前頭15 | 豊響     | 6勝9敗  |          |
|        | 8勝7敗  | 臥牙丸   | 前頭16 |          |         |          |

## 優勝争い
綱とりの大関豪栄道は序盤は好調だったものの、6日目玉鷲に敗れると、中盤以降崩れてしまい、9勝6敗に終わった。角番の大関照ノ富士は9日目までは7勝2敗と好調だったが、10日目以降大きく崩れ8勝7敗と一点の勝ち越しにとどまる結果になった。しかし、12日目に横綱白鵬を破る活躍を見せた。地元福岡県柳川市出身の大関琴奨菊は2日目から4日目まで3連敗、7日目から12日目まで6連敗を喫するなど不調の色が濃く、最終的には5勝10敗に終わり、来場所は角番の場所となることになった。大関昇進がかかる関脇髙安は序盤はまずまずだったものの、中日から12日目まで5連敗を喫するなど中盤以降失速し、7勝8敗と負け越してしまった。同時に大関昇進も叶わなかった。
横綱陣を見ると、通算1000勝の期待がかかる休場明けの白鵬は初日に隠岐の海を、2日目に碧山を破り2連勝スタート。3日目魁聖を破れば史上3人目の通算1000勝達成となったが、魁聖を上手投げで破り、初日から3連勝で見事通算1000勝を達成した。その後も4日目・5日目と連勝し初日から5連勝としていたが、6日目遠藤に完敗し1敗になり、さらに10日目稀勢の里に敗れて2敗目を喫した。その後は12日目・13日目と照ノ富士・鶴竜に連敗し、4敗になった。14日目には優勝を争っていた日馬富士を土俵際の小手投げで破って日馬富士を優勝争いから脱落させ、横綱の意地を見せた。千秋楽は豪栄道を破り、休場明けの場所を11勝4敗で終えた。昨年の九州場所で優勝した日馬富士は、初日玉鷲に一方的に押し出されたものの、その後は連戦連勝。ここ数場所不本意な成績が続いている鶴竜は初日から完璧な相撲を見せ、連戦連勝。大関稀勢の里は3日目遠藤に、7日目に正代と新鋭の2人にそれぞれ敗れ、序盤で2敗したが、10日目に白鵬を破り、2敗で優勝争いに踏みとどまっている状況だった。10日目を終えて、全勝で鶴竜、1敗で日馬富士と初日千代大龍に敗れたのみの新入幕の石浦、2敗で白鵬と稀勢の里と平幕の荒鷲という状況だった。翌11日目は日馬富士・石浦は1敗を守ったものの、2敗の稀勢の里が全勝の鶴竜を破り、鶴竜は1敗に後退。さらに2敗の荒鷲も千代鳳に敗れ3敗に後退。11日目を終えて全勝が消え、1敗で日馬富士・鶴竜・石浦、2敗で白鵬・稀勢の里という状況で、先頭の1敗で3人が並ぶという混戦模様になった。翌12日目は1敗の鶴竜は琴奨菊を寄り切って1敗を守ったものの、日馬富士が2敗の稀勢の里に、石浦が勢にそれぞれ敗れ2敗に後退。特に稀勢の里は自身初めて3横綱を全員破るという結果になった。12日目を終えて1敗が鶴竜、2敗で日馬富士・稀勢の里・石浦を追うという展開に変わり、鶴竜が再び単独トップに立った。翌13日目は2敗の石浦が荒鷲の叩きに落ち、稀勢の里が栃ノ心に下手投げを決められ、それぞれ3敗に後退。鶴竜が過去5勝39敗と大の苦手にしている白鵬を破って1敗を、日馬富士が豪栄道に取り直しの末上手投げで勝利し2敗を守り、1敗で鶴竜、2敗で日馬富士が追うという展開になり、両横綱のマッチレースになっていた。翌14日目に日馬富士が敗れて鶴竜が勝てば鶴竜の7場所ぶり3回目の優勝が決まるという状況になった。まず登場した2敗の日馬富士は白鵬との横綱対決を迎えることになった。そして土俵際の小手投げで白鵬が勝ち、日馬富士は3敗に後退し、2敗力士が消滅。鶴竜との差が2つに開いた。結びの一番で鶴竜が豪栄道に勝てば千秋楽を待たずに鶴竜の3回目の優勝が決まる状況だった。そして結び、鶴竜が得意の上手出し投げで豪栄道を破り、自身初めて千秋楽を待たずに7場所ぶり3回目の優勝を決めた。翌千秋楽も鶴竜が日馬富士を破り、鶴竜は14勝1敗で白星を1つ重ねた。日馬富士は11勝4敗でこの場所を終えた。3横綱を破る活躍を見せた稀勢の里は12勝3敗でこの場所を終えた。終盤まで優勝を争った新入幕の石浦は、10勝1敗から4連敗を喫し10勝5敗で終えたものの、新入幕ではかなりの好成績である。
また、稀勢の里が69勝21敗で年間最多勝を決めた。また、稀勢の里は史上初の優勝無しでの年間最多勝だった。
三賞だが、殊勲賞は該当者がいなかった。敢闘賞は大関稀勢の里を破るなどして11番を挙げた正代が5場所ぶり2回目の受賞、新入幕ながら終盤まで優勝争いに絡んだ石浦が初めて受賞した。技能賞は1横綱（日馬富士）3大関（豪栄道・琴奨菊・照ノ富士）を破った玉鷲が初めて受賞した。また、1横綱（白鵬）3大関（稀勢の里・琴奨菊・照ノ富士）を破った遠藤は千秋楽を7勝7敗で迎え、千秋楽に勝って勝ち越せばという条件で殊勲賞の候補に挙がっていたが、敗れて負け越してしまい惜しくも受賞はならなかった。

### 豪栄道の綱とり・高安の大関とり
豪栄道
綱とりの大関豪栄道は、初日から完璧な相撲で5連勝と好調だったが、6日目玉鷲に苦杯をなめると中日に隠岐の海に行司軍配差し違えで、9日目に稀勢の里にそれぞれ敗れ9日目で早くも3敗となり優勝争いから脱落。同時に今場所後の横綱昇進は絶望的となった。八角理事長（元横綱・北勝海）は、「『今場所で終わるわけではない』と言うと、今場所は終わったみたいになるから、そこまでは言わない」との談話を残した。その後は12日目まで3連勝したものの、13日目は日馬富士に取り直しの末敗れ4敗に。取組後二所ノ関審判部長（元大関・若嶋津）は綱とりについて否定的な談話を残し、綱とりは完全に白紙となった。その後も14日目・千秋楽と鶴竜・白鵬に連敗し、対横綱3連戦は全敗に終わった。最終的には9勝6敗に終わり、綱とりは失敗に終わった。
高安
一方、大関とりの関脇髙安は大関昇進の目安とされる「三役3場所で合計33勝」に達するには今場所12番を挙げる必要があった。序盤4日間は3勝1敗とまずまずだったものの、5日目玉鷲の小手投げに屈し、6日目碧山に取り直しの末一方的に押し出され連敗。6日目に早くも3敗になり、大関昇進が厳しい状況になった。7日目は大関琴奨菊に土俵際の逆転で勝利したものの、中日に栃煌山に完敗し4敗に。これで大関昇進の目安となる12番に届かないことが確定となり、今場所後の大関昇進は白紙になった。取組後、友綱審判部副部長は「相撲内容が悪い。今後勝っていっても話が盛り上がるのかどうか」と話した。さらに、9日目・10日目と横綱鶴竜・日馬富士に連敗。結局10日目を終えて6敗になり、大関昇進は白紙になった。10日目を終えて4勝6敗と負けが込んでおり、大関昇進どころか勝ち越しも危ぶまれる状況となった。その後も11日目・12日目と連敗し、12日目で8敗となり負け越しが確定。そして中日から12日目まで5連敗を喫する結果となった。しかし、13日目以降は千秋楽まで全て勝ったため7勝8敗と一点の負け越しにとどめ、来場所は三役に残留することとなった。

## トピック
- 今場所の初日は満員御礼になったものの、2日目は満員御礼にならず、昨年の九州場所6日目から続いていた満員御礼の連続記録が86日で途切れた。しかし、4日目は1996年11月場所以来20年ぶりに満員御礼となった。その後は千秋楽まで連続して満員御礼となり、1996年11月場所以来（この場所は全日程で満員御礼）20年ぶりに13日間満員御礼となった。チケットの完売を表す「満員札止め」は5日間だった[9][10]。
- 千秋楽は慣例通りでは共に皆勤した大関稀勢の里と大関琴奨菊の取組が組まれるはずだったが、2人の取組が組まれず、稀勢の里は平幕の宝富士と、琴奨菊は平幕の松鳳山とそれぞれ組まれた。皆勤した大関同士の取組が組まれないのは2010年11月場所の琴欧洲－魁皇以来6年ぶりのことであった[11]。
- 場所後の12月13日、高島親方（元関脇・高望山）が追手風部屋から宮城野部屋へ移籍した[12]。
- 12月22日、追手風部屋が伊勢ヶ濱一門から時津風一門へ移籍した[13]。
- 場所を通じて、幕内対十両の取組は1番も組まれなかった。

## 各段優勝・三賞
※四股名は2016年11月場所当時のもの。
| 幕内最高優勝 | 幕内最高優勝 | 鶴竜力三郎 | 西横綱         | 14勝1敗    | 井筒部屋     | モンゴル・スフバートル   | 7場所ぶり3回目             |            |            |            |
| 三賞         | 殊勲賞       | 該当者なし | 該当者なし     | 該当者なし | 該当者なし   | 該当者なし               | 該当者なし                 | 該当者なし | 該当者なし | 該当者なし |
| 三賞         | 敢闘賞       | 正代直也   | 西前頭3枚目    | 11勝4敗    | 時津風部屋   | 熊本県宇土市             | 2回目                      |            |            |            |
| 三賞         | 敢闘賞       | 石浦将勝   | 東前頭15枚目   | 10勝5敗    | 宮城野部屋   | 鳥取県鳥取市             | 初受賞                     |            |            |            |
| 三賞         | 技能賞       | 玉鷲一朗   | 西小結         | 10勝5敗    | 片男波部屋   | モンゴル・ウランバートル | 初受賞                     |            |            |            |
| 十両優勝     | 十両優勝     | 佐藤貴信   | 西十両3枚目    | 12勝3敗    | 貴乃花部屋   | 兵庫県芦屋市             | 初優勝                     |            |            |            |
| 幕下優勝     | 幕下優勝     | 照強翔輝   | 西幕下9枚目    | 7戦全勝    | 伊勢ヶ濱部屋 | 兵庫県南あわじ市         |                            |            |            |            |
| 三段目優勝   | 三段目優勝   | 常幸龍貴之 | 西三段目23枚目 | 7戦全勝    | 木瀬部屋     | 東京都北区               | 朝日龍との優勝決定戦に勝利 |            |            |            |
| 序二段優勝   | 序二段優勝   | 朝山端克忠 | 西序二段42枚目 | 7戦全勝    | 高砂部屋     | 兵庫県加西市             |                            |            |            |            |
| 序ノ口優勝   | 序ノ口優勝   | 小笠原隆聖 | 東序ノ口21枚目 | 7戦全勝    | 伊勢ヶ濱部屋 | 青森県十和田市           | 庵原との優勝決定戦に勝利   |            |            |            |